# Việt Nam tại Thế vận hội Mùa hè 1956
Tại Thế vận hội Mùa hè 1956 ở Melbourne, Úc, Việt Nam Cộng hòa đại diện cho Việt Nam tham dự. Đoàn Việt Nam gồm 6 vận động viên nam thi đấu ở 1 môn duy nhất là đua xe đạp. Đội tuyển bóng đá nam Việt Nam vượt qua vòng sơ loại, nhưng rút lui, không đến Melbourne để thi đấu.

## Đua xe đạp
Nội dung nước rút nam:
- Lê Văn Phước, thành tích: hạng 9 (đồng hạng)

Nội dung 1000m tính giờ nam:
- Nguyễn Văn Nhieu, thành tích: 1:23.6, hạng 22/22 vđv

Nội dung đường trường cá nhân nam (187,73km):
- Lê Trung Trung, thành tích: bỏ cuộc
- Ngô Thành Liêm, thành tích: bỏ cuộc
- Nguyễn Hữu Thoa, thành tích: bỏ cuộc
- Trần Gia Thu, thành tích: bỏ cuộc